# Алексєєвка (Мар'яновський район)
Алексіївка (рос. Алексеевка) — присілок у Мар'яновському районі Омської області Російської Федерації.
Належить до муніципального утворення Васильєвське сільське поселення. Населення становить 388 осіб.

## Історія
Згідно із законом від 30 липня 2004 року органом місцевого самоврядування є Васильєвське сільське поселення.

## Населення
| 1920 | 1926 | 1979 | 1989 | 2010 |
| ---- | ---- | ---- | ---- | ---- |
| 120  | ↘115 | ↗383 | ↘318 | ↗388 |